# Stanley-Cup-Playoffs 1966
Die Playoffs um den Stanley Cup des Jahres 1966 begannen am 7. April 1966 und endeten am 5. Mai 1966 mit dem 4:2-Sieg der Canadiens de Montréal über die Detroit Red Wings. Die Canadiens gewannen damit ihren zweiten Titel in Folge sowie den insgesamt 14. ihrer Franchise-Geschichte. Die Red Wings hingegen bestritten ihr viertes Finale in den letzten sechs Jahren und waren in allen unterlegen. Allerdings stellten sie mit ihrem Torhüter Roger Crozier den mit der Conn Smythe Trophy ausgezeichneten Most Valuable Player dieser post-season, der somit zum ersten Spieler wurde, dem dies gelang, obwohl sein Team das Finale verlor. Zwar war es erst die zweite Verleihung der Trophäe, jedoch sollte dies in der Folge eine Ausnahme bleiben, so wurden bis heute (Stand: Playoffs 2025) nur fünf weitere Akteure zum Playoff-MVP, ohne zugleich den Stanley Cup zu gewinnen. Darüber hinaus hatte Detroit mit Norm Ullman auch den Topscorer der Playoffs in ihren Reihen.

## Modus
Für die Playoffs qualifizierten sich die vier besten Teams der Liga. Im Halbfinale standen sich der Erste und der Dritte sowie der Zweite und der Vierte der Abschlusstabelle gegenüber. Die jeweiligen Sieger bestritten anschließend das Stanley-Cup-Finale.
Alle Serien wurden dabei im Best-of-Seven-Modus ausgetragen, das heißt, dass ein Team vier Siege zum Weiterkommen benötigte. Das höher gesetzte Team hatte dabei in den ersten beiden Spielen Heimrecht, die nächsten beiden das gegnerische Team. Sollte bis dahin kein Sieger aus der Runde hervorgegangen sein, wechselte das Heimrecht von Spiel zu Spiel. So hatte die höher gesetzte Mannschaft in den Spielen 1, 2, 5 und 7, also vier der maximal sieben Spiele, einen Heimvorteil.
Bei Spielen, die nach der regulären Spielzeit von 60 Minuten unentschieden blieben, folgte die Overtime. Sie endete durch das erste erzielte Tor (Sudden Death).

## Qualifizierte Teams
- (1) Canadiens de Montréal
- (2) Chicago Black Hawks
- (3) Toronto Maple Leafs
- (4) Detroit Red Wings

## Playoff-Baum
|  | Halbfinale | Halbfinale            | Halbfinale |  |  | Stanley-Cup-Finale | Stanley-Cup-Finale    | Stanley-Cup-Finale |
|  |            |                       |            |  |  |                    |                       |                    |
|  |            |                       |            |  |  |                    |                       |                    |
|  | 1          | Canadiens de Montréal | 4          |  |  |                    |                       |                    |
|  | 3          | Toronto Maple Leafs   | 0          |  |  |                    |                       |                    |
|  |            |                       |            |  |  | 1                  | Canadiens de Montréal | 4                  |
|  |            |                       |            |  |  | 4                  | Detroit Red Wings     | 2                  |
|  | 2          | Chicago Black Hawks   | 2          |  |  |                    |                       |                    |
|  | 4          | Detroit Red Wings     | 4          |  |  |                    |                       |                    |
|  |            |                       |            |  |  |                    |                       |                    |

## Halbfinale

### (1) Canadiens de Montréal – (3) Toronto Maple Leafs
| 7. April 1966 | Canadiens de Montréal J. C. Tremblay (12:08) John Ferguson (23:05) Bobby Rousseau (28:13) Jean Béliveau (57:48) | 4:3 (1:2, 2:0, 1:1) Spielbericht Stand: 1:0 | Toronto Maple Leafs Eddie Shack (2:12) Frank Mahovlich (18:08) Bob Pulford (50:35) | Forum de Montréal, Montréal, Québec Zuschauer: 14.410 |

| 9. April 1966 | Canadiens de Montréal Claude Provost (49:30) Bobby Rousseau (56:07) | 2:0 (0:0, 0:0, 2:0) Spielbericht Stand: 2:0 | Toronto Maple Leafs | Forum de Montréal, Montréal, Québec Zuschauer: 15.647 |

| 12. April 1966 | Toronto Maple Leafs Eddie Shack (1:26) Tim Horton (17:32) | 2:5 (2:0, 0:3, 0:2) Spielbericht Stand: 0:3 | Canadiens de Montréal Ralph Backstrom (28:16) Bobby Rousseau (31:00) Terry Harper (31:26) John Ferguson (40:16) Jean Béliveau (59:50) | Maple Leaf Gardens, Toronto, Ontario Zuschauer: 14.996 |

| 14. April 1966 | Toronto Maple Leafs Larry Hillman (5:40) | 1:4 (1:0, 0:2, 0:2) Spielbericht Stand: 0:4 | Canadiens de Montréal Gilles Tremblay (29:32) Gilles Tremblay (33:28) Jim Roberts (44:04) Dick Duff (47:16) | Maple Leaf Gardens, Toronto, Ontario Zuschauer: 14.996 |

### (2) Chicago Black Hawks – (4) Detroit Red Wings
| 7. April 1966 | Chicago Black Hawks Kenny Wharram (6:08) Bobby Hull (11:54) | 2:1 (2:1, 0:0, 0:0) Spielbericht Stand: 1:0 | Detroit Red Wings Dean Prentice (18:28) | Chicago Stadium, Chicago, Illinois Zuschauer: 16.666 |

| 10. April 1966 | Chicago Black Hawks | 0:7 (0:3, 0:1, 0:3) Spielbericht Stand: 1:1 | Detroit Red Wings Floyd Smith (4:10) Gordie Howe (12:11) Floyd Smith (19:50) Andy Bathgate (33:27) Dean Prentice (43:39) Andy Bathgate (45:38) Bert Marshall (46:00) | Chicago Stadium, Chicago, Illinois Zuschauer: 16.666 |

| 12. April 1966 | Detroit Red Wings Bryan Watson (15:01) | 1:2 (1:0, 0:2, 0:0) Spielbericht Stand: 1:2 | Chicago Black Hawks Chico Maki (26:19) Eric Nesterenko (38:43) | Detroit Olympia, Detroit, Michigan Zuschauer: 14.495 |

| 14. April 1966 | Detroit Red Wings Paul Henderson (3:15) Paul Henderson (22:59) Andy Bathgate (41:06) Bryan Watson (41:55) Gordie Howe (48:08) | 5:1 (1:1, 1:0, 3:0) Spielbericht Stand: 2:2 | Chicago Black Hawks Stan Mikita (8:04) | Detroit Olympia, Detroit, Michigan Zuschauer: 14.418 |

| 17. April 1966 | Chicago Black Hawks Doug Mohns (23:05) Pat Stapleton (34:51) Bobby Hull (56:28) | 3:5 (0:2, 2:1, 1:2) Spielbericht Stand: 2:3 | Detroit Red Wings Norm Ullman (8:14) Val Fonteyne (15:08) Andy Bathgate (21:19) Gordie Howe (51:41) Norm Ullman (55:43) | Chicago Stadium, Chicago, Illinois Zuschauer: 16.666 |

| 19. April 1966 | Detroit Red Wings Andy Bathgate (2:51) Dean Prentice (56:25) Dean Prentice (57:28) | 3:2 (1:0, 0:2, 2:0) Spielbericht Stand: 4:2 | Chicago Black Hawks Phil Esposito (34:24) Pat Stapleton (37:54) | Detroit Olympia, Detroit, Michigan Zuschauer: 15.154 |

## Stanley-Cup-Finale

### (1) Canadiens de Montréal – (4) Detroit Red Wings
| 24. April 1966 | Canadiens de Montréal Ralph Backstrom (24:23) Terry Harper (42:36) | 2:3 (0:1, 1:1, 1:1) Spielbericht Stand: 0:1 | Detroit Red Wings Floyd Smith (13:25) Bill Gadsby (25:14) Paul Henderson (42:14) | Forum de Montréal, Montréal, Québec Zuschauer: 15.070 |

| 26. April 1966 | Canadiens de Montréal J. C. Tremblay (6:55) Yvan Cournoyer (52:00) | 2:5 (1:1, 0:0, 1:4) Spielbericht Stand: 0:2 | Detroit Red Wings Andy Bathgate (18:39) Bruce MacGregor (41:51) Ab McDonald (42:45) Floyd Smith (52:28) Dean Prentice (56:25) | Forum de Montréal, Montréal, Québec Zuschauer: 14.550 |

| 28. April 1966 | Detroit Red Wings Norm Ullman (4:20) Gordie Howe (59:59) | 2:4 (1:2, 0:0, 1:2) Spielbericht Stand: 2:1 | Canadiens de Montréal Dave Balon (15:40) Jean Béliveau (19:12) Gilles Tremblay (41:45) Gilles Tremblay (43:21) | Detroit Olympia, Detroit, Michigan Zuschauer: 15.154 |

| 1. Mai 1966 | Detroit Red Wings Norm Ullman (31:24) | 1:2 (0:0, 1:1, 0:1) Spielbericht Stand: 2:2 | Canadiens de Montréal Jean Béliveau (39:51) Ralph Backstrom (53:37) | Detroit Olympia, Detroit, Michigan |

| 3. Mai 1966 | Canadiens de Montréal Claude Provost (1:06) Yvan Cournoyer (19:21) Dave Balon (21:05) Bobby Rousseau (31:22) Dick Duff (45:31) | 5:1 (2:0, 2:1, 1:0) Spielbericht Stand: 3:2 | Detroit Red Wings Norm Ullman (34:22) | Forum de Montréal, Montréal, Québec Zuschauer: 15.017 |

| 5. Mai 1966 | Detroit Red Wings Norm Ullman (31:55) Floyd Smith (50:30) | 2:3 n. V. (0:1, 1:1, 1:0, 0:1) Spielbericht Stand: 2:4 | Canadiens de Montréal Jean Béliveau (9:08) Léon Rochefort (30:11) Henri Richard (62:20) | Detroit Olympia, Detroit, Michigan Zuschauer: 15.154 |

### Stanley-Cup-Sieger
| Stanley-Cup-Sieger Canadiens de Montréal | Torhüter: Charlie Hodge, Gump Worsley Verteidiger: Terry Harper, Ted Harris, Jacques Laperrière, Noel Price, Jean-Guy Talbot, J. C. Tremblay Angreifer: Ralph Backstrom, Dave Balon, Jean Béliveau (C), Yvan Cournoyer, Dick Duff, John Ferguson, Claude Larose, Claude Provost, Henri Richard, Jim Roberts, Léon Rochefort, Bobby Rousseau, Gilles Tremblay Cheftrainer: Toe Blake General Manager: Sam Pollock |

## Beste Scorer
Abkürzungen: GP = Spiele, G = Tore, A = Assists, Pts = Punkte, +/− = Plus/Minus, PIM = Strafminuten; Fett: Bestwert
| Spieler         | Team     | GP | G | A  | Pts | +/− | PIM |
| --------------- | -------- | -- | - | -- | --- | --- | --- |
| Norm Ullman     | Detroit  | 12 | 6 | 9  | 15  | ±0  | 12  |
| J. C. Tremblay  | Montréal | 10 | 2 | 9  | 11  | +3  | 4   |
| Alex Delvecchio | Detroit  | 12 | 0 | 11 | 11  | +3  | 4   |
| Jean Béliveau   | Montréal | 10 | 5 | 5  | 10  | +4  | 6   |
| Dean Prentice   | Detroit  | 12 | 5 | 5  | 10  | +4  | 4   |
| Gordie Howe     | Detroit  | 12 | 4 | 6  | 10  | +4  | 10  |
| Andy Bathgate   | Detroit  | 12 | 6 | 3  | 9   | +3  | 6   |
| Gilles Tremblay | Montréal | 10 | 4 | 5  | 9   | +6  | 0   |
| Bobby Rousseau  | Montréal | 10 | 4 | 4  | 8   | −1  | 6   |
| Floyd Smith     | Detroit  | 12 | 5 | 2  | 7   | −1  | 4   |

Terry Harper und Claude Provost von den Canadiens de Montréal erreichten ebenfalls eine Plus/Minus-Statistik von +6.

## Beste Torhüter
Die kombinierte Tabelle zeigt die jeweils drei besten Torhüter in den Kategorien Gegentorschnitt und Fangquote sowie die jeweils Führenden in den Kategorien Shutouts und Siege.
Abkürzungen: GP = Spiele, Min = Eiszeit (in Minuten), W = Siege, L = Niederlagen, GA = Gegentore, SO = Shutouts, Sv% = gehaltene Schüsse (in %), GAA = Gegentorschnitt; Fett: Bestwert; Sortiert nach Gegentorschnitt.
Erfasst werden nur Torhüter mit 120 absolvierten Spielminuten.
| Spieler       | Team     | GP | Min    | W | L | GA | SO | Sv%  | GAA  |
| ------------- | -------- | -- | ------ | - | - | -- | -- | ---- | ---- |
| Gump Worsley  | Montréal | 10 | 601:55 | 8 | 2 | 20 | 1  | 93,0 | 1,99 |
| Roger Crozier | Detroit  | 12 | 667:57 | 6 | 5 | 26 | 1  | 91,4 | 2,33 |
| Terry Sawchuk | Toronto  | 2  | 120:00 | 0 | 2 | 6  | 0  | 91,7 | 3,00 |